# Бабениця
Бабениця (пол. Babienica) — село в Польщі, у гміні Возьники Люблінецького повіту Сілезького воєводства.
Населення — 1116 осіб (2011).
У 1975-1998 роках село належало до Ченстоховського воєводства.

## Демографія
Демографічна структура станом на 31 березня 2011 року:
|          | Загалом | Допрацездатний вік | Працездатний вік | Постпрацездатний вік |
| -------- | ------- | ------------------ | ---------------- | -------------------- |
| Чоловіки | 553     | 122                | 357              | 74                   |
| Жінки    | 563     | 93                 | 344              | 126                  |
| Разом    | 1116    | 215                | 701              | 200                  |